# Bankansturm

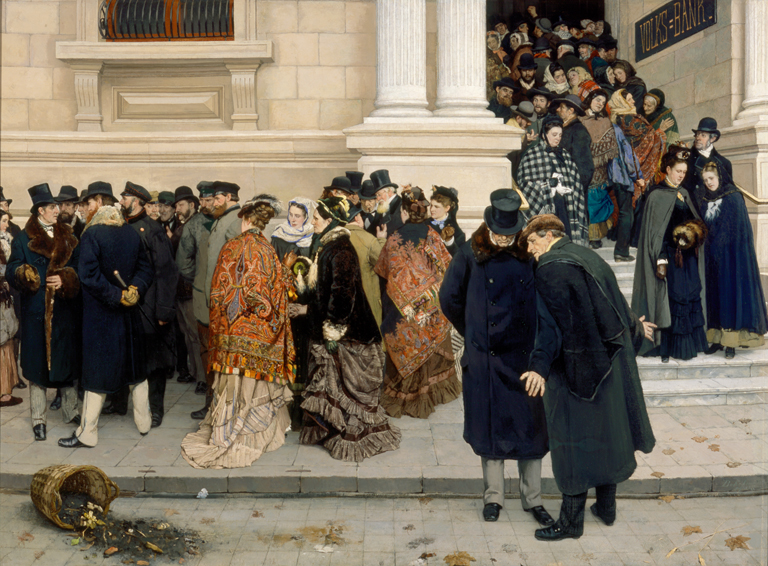
Die Volksbank kurz vor dem Krach, Darstellung einer Warteschlange vor dem Zusammenbruch der Volksbank Wien im Gründerkrach, Genrebild von Christian Ludwig Bokelmann, 1877

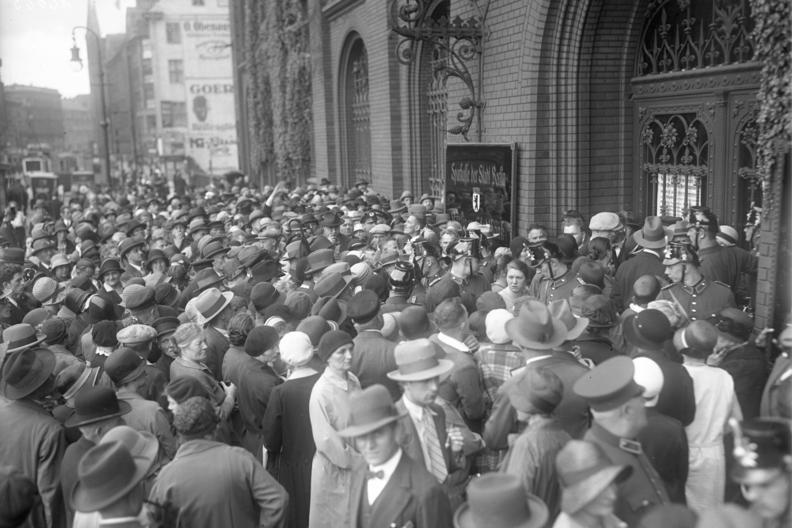
Berlin, Bankenkrach, Andrang bei der Sparkasse, 1931

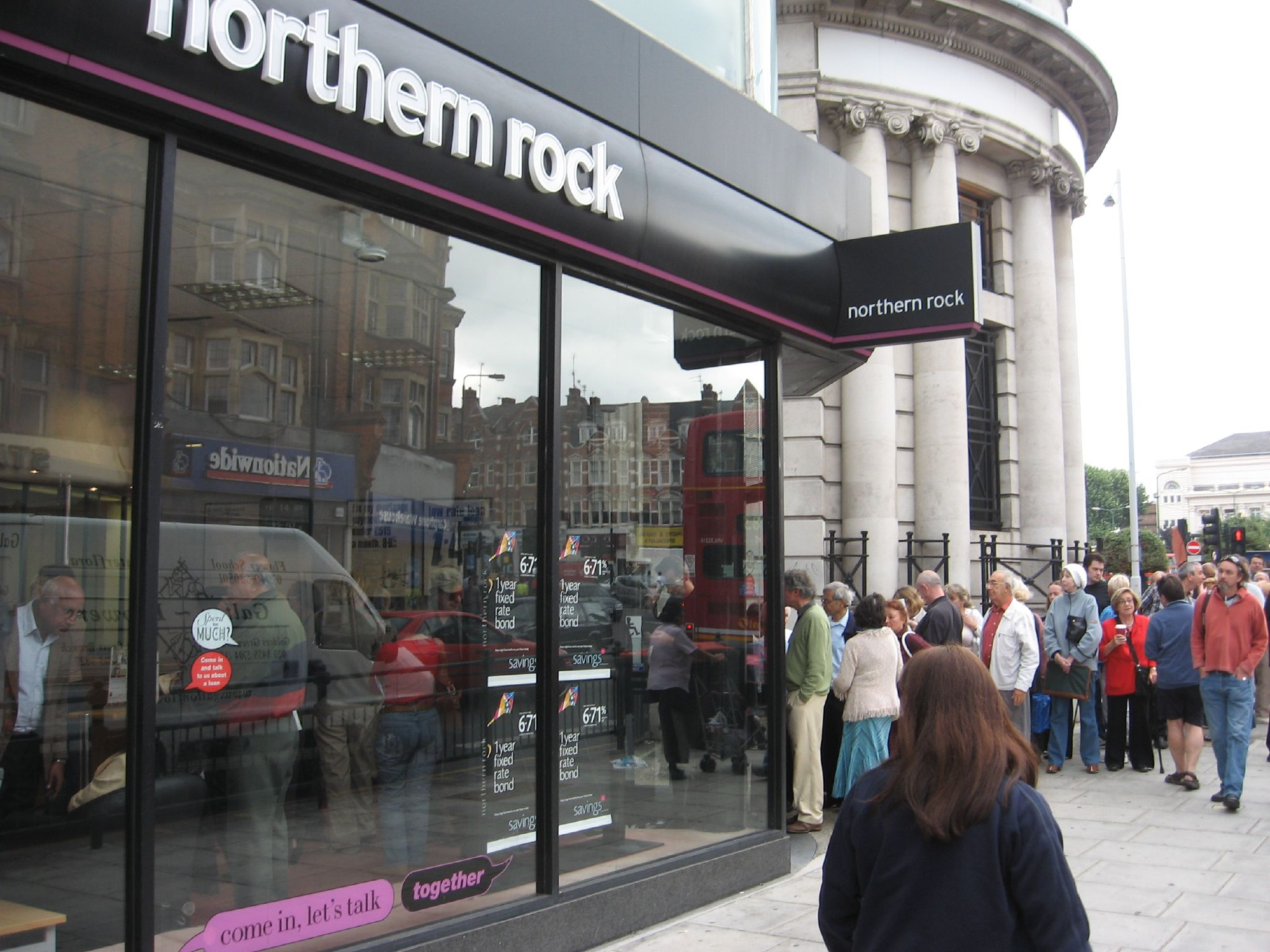
Bankkunden stehen vor einer Filiale von Northern Rock am 14. September 2007 Schlange

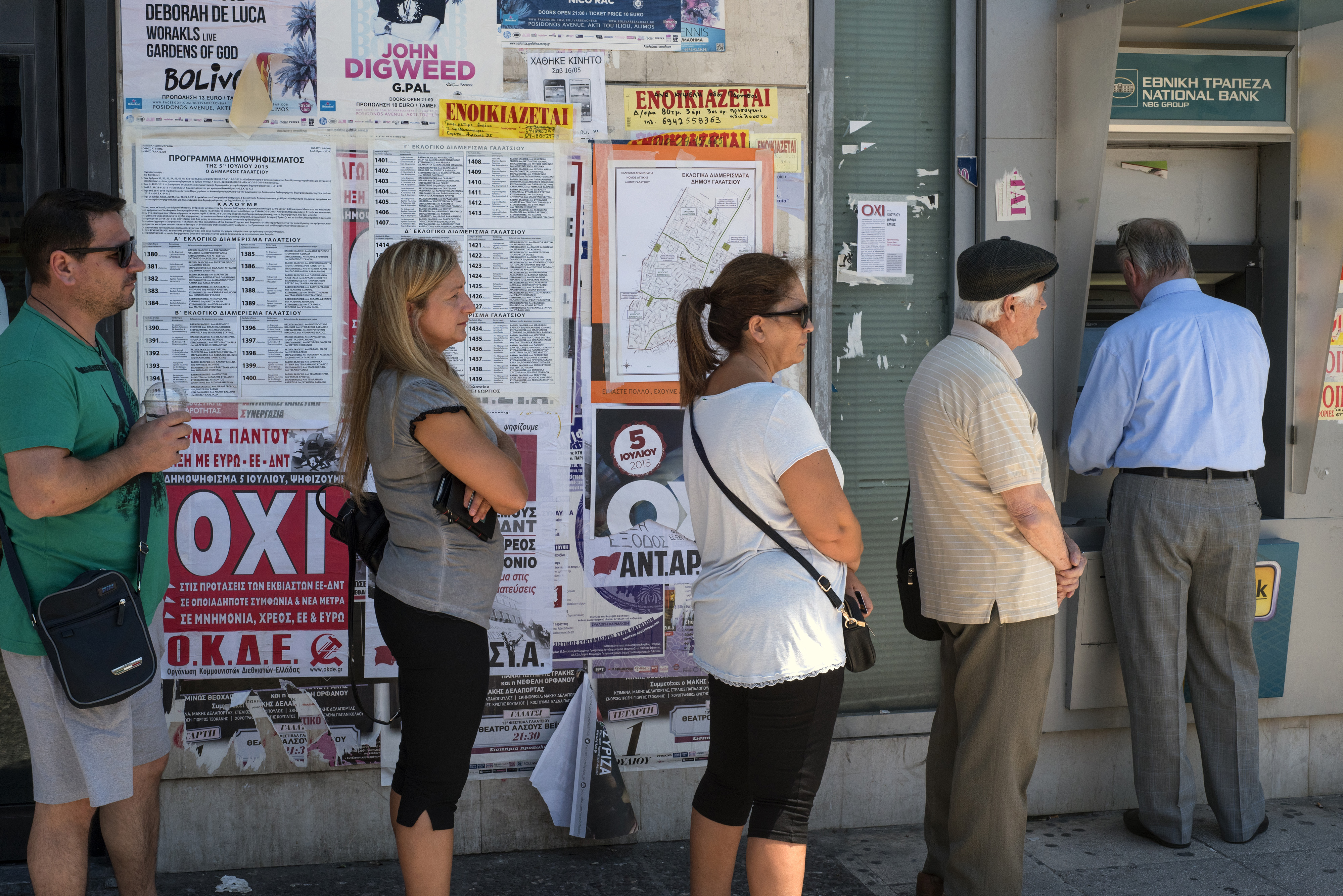
Warteschlange in Athen vor einem Geldautomaten der National Bank of Greece am 5. Juli 2015

Ein Bankansturm oder Schaltersturm (englisch bank run oder run on the bank) ist ein Ansturm der Kunden auf eine Bank, bei der die Anleger möglichst zeitnah ihre Einlagen (Depositen) abheben wollen. Sind gleich mehrere Banken oder gar der gesamte Bankensektor betroffen, spricht man von einem Bankensturm oder einer Bankenpanik.
Typischerweise sind aufkommende Zweifel an der Überlebensfähigkeit der Bank der Auslöser für den Bankansturm. Da eine Bank nur einen Bruchteil ihres Vermögens als Bargeld bereithält und der Hauptteil in längerfristigen Aktiva angelegt ist, kann der Bankansturm selbst leicht in einer Insolvenz der Bank enden. Zusätzliches Geld in Form von Buchgeld erschaffen Banken durch Kreditgewährung.

## Mechanismus
Die Fristentransformation der Banken funktioniert nur, wenn lediglich ein kleiner Teil der Sparer von der Möglichkeit, die Einlagen kurzfristig abzuziehen, Gebrauch macht. Die normalen Abhebegewohnheiten können Banken bedienen. Wenn jedoch Gerüchte über Probleme oder eine drohende Schieflage bekannt werden, ist zu befürchten, dass Sparer der jeweiligen Bank ihre Einlagen massenweise abziehen. Die Gefahr, dass bereits Vermutungen einen Ansturm der Sparer auf ihr Geld auslösen können, ist darauf zurückzuführen, dass Bankeinlagen der Reihe nach, also nach dem Prinzip „wer zuerst kommt, mahlt zuerst“ ausgezahlt werden. Bei der rasch eintretenden Auszahlungsunfähigkeit kommt es für den einzelnen Anleger darauf an, dass er seine Einlagen schneller abzieht als viele andere Einleger, die danach womöglich leer ausgehen.
Es gibt verschiedene mögliche Gründe für einen Ansturm auf eine Bank oder Banken:
- Hyperinflation: Wer sein Geld als erster abhebt, kann für den gleichen Geldbetrag die meisten Güter kaufen.
- Krise der Bank: Da die Bankinsolvenz drohen könnte, muss der Anleger um seine Einlagen fürchten und sein Risiko wächst, je länger er seine Einlagen auf der Bank belässt. Der Schaltersturm selbst kann dann zur tatsächlichen Insolvenz der Bank führen, wie bei einer Selbsterfüllenden Prophezeiung.
- Herdenverhalten: Anleger beobachten eine vielleicht zufällige Massenabhebung und schließen sich dieser blindlings an im Vertrauen darauf, dass dies einen bestimmten Grund haben muss.

In allen diesen Fällen ist es für den Anleger eine optimale Strategie, möglichst früh am Bankensturm teilzunehmen, da damit die Wahrscheinlichkeit, an sein Geld zu kommen, am höchsten ist. Es handelt sich somit um den Fall eines Nash-Gleichgewichtes. Diese Situation ist jedoch instabil, sie kann zum Zusammenbruch der Bank und dem Verlust eines Großteils der Einlagen führen.

## Beispiele
- Bankenpanik von 1907 in den USA
- Weltwirtschaftskrise nach dem  New Yorker Börsencrash im Oktober 1929
- Geschehnisse um die Herstatt-Bank 1974 in Köln
- Weltwirtschaftskrise ab 2007
- Argentinienkrise
- Im Sommer 2007 kam es zu einem Ansturm auf die britische Bank Northern Rock. Northern Rock war aufgrund einer einseitigen Refinanzierungsstrategie, welche sich überwiegend auf den Geldmarkt konzentrierte, in Liquiditätsengpässe geraten, da sich Geldmarktrefinanzierungen aufgrund von Liquiditätsverknappung und Risikoneubewertung seitens der Investoren immens verteuert hatten.
- Im Herbst 2008 wurden bei der Schweizerischen UBS innerhalb kurzer Zeit 25 Milliarden Schweizer Franken Kapital abgezogen. Daraufhin musste die Schweizerische Eidgenossenschaft einen Notfallplan auslösen, den sie zusammen mit UBS und Zentralbank ausgearbeitet hatte, um die Liquidität der Bank zu gewährleisten.
- Im Frühling 2012 wurde in Griechenland und Spanien wesentlich mehr Bargeld als üblich bei den Banken abgehoben und dies in vielen Medien mit dem Begriff Bank Run in Verbindung gebracht.[8][9] Am 12. Juni 2014 bestätigte die griechische Zentralbank erstmals offiziell, dass zwei Jahre zuvor sehr viel Bargeld abgehoben wurde und dass man eigens mit drei Militärflugzeugen Millionen 50- und 100-Euro-Scheine aus dem Ausland holte, um genügend Bargeld für die zahlreichen Abhebungen von Griechen zu haben.[10]
- Im Juni 2014 bewegten laut Angaben von Regierung und Zentralbank Bulgariens Kriminelle mit Falschinformationen via Internet und SMS zahlreiche Bankkunden dazu ihr Geld abzuheben; insbesondere die Kunden zweier Banken. Die Zentralbank übernahm daraufhin die Kontrolle über eine der beiden Banken.[11]
- Am 24. Februar 2022 begannen russische Streitkräfte auf Befehl des russischen Präsidenten Putin den Überfall auf die Ukraine. Der Wechselkurs des Rubel fiel stark. Viele russische Bürger nahmen lange Wartezeiten in Kauf, um Bargeld bei Banken und Geldautomaten abzuheben.[12]
- Die Credit Suisse verzeichnete ab Oktober 2022 bis zur Übernahme durch die UBS im März 2023 Netto-Mittelabflüsse in Milliardenhöhe: Im vierten Quartal 2022 zogen die Kunden 110,5 Milliarden Schweizer Franken und im ersten Quartal 2023 61,2 Milliarden Schweizer Franken von der Bank ab.[13]

## Abgrenzung
In Deutschland werden jeden Tag Milliarden Euro Bargeld bei der Bundesbank eingezahlt und ausgezahlt, dabei entstehen selbst in der Monatssumme Differenzen zwischen der Menge der Einzahlungen und Auszahlungen, die üblicherweise bis zu Milliarden Euro betragen. Der 10. Oktober 2008 war ein besonders auszahlungsstarker Tag mit 4,2 Milliarden Euro Bargeldauszahlung, während an diesem Tag nur 1,5 Milliarden Euro Bargeld eingezahlt wurden. Der Monat Oktober 2008 war der Monat mit dem bisher größten Geldmengenwachstum und zwar um 42 Milliarden Euro.
Im Monat Dezember steigt die Bargeldmenge des Euroraums jedes Jahr deutlich an und sinkt im Januar deutlich ab, beispielsweise Dezember 2007 20 Milliarden Euro Anstieg, Januar 2008 12 Milliarden Euro Senkung, im Dezember 2008 19 Milliarden Euro Anstieg, Januar 2009 12 Milliarden Euro Senkung, Dezember 2010 18 Milliarden Euro Anstieg, Januar 2011 13 Milliarden Euro Senkung, im Dezember 2011 16 Milliarden Euro Anstieg, Januar 2012 14 Milliarden Euro Senkung.

## Maßnahmen

### Einlagensicherung
Wenn ein Sparer auf die Rückzahlung seiner Einlage vertrauen kann, unabhängig davon, ob die anderen Sparer ihre Einlagen vorzeitig abziehen oder nicht, gibt es keine rationale Notwendigkeit, die eigene Einlage vorzeitig abzuziehen. Deshalb können Einlagensicherungssysteme einem Bankansturm vorbeugen, da sie die Liquidität der Bank gerade in deren Krise garantieren. Bei diesem wird dem Anleger über die Ausgabe von Wertpapieren oder die Möglichkeit, die Anlagen einer anderen Bank zu übertragen, die Sicherheit gewährt, seine Einlagen nicht zu verlieren. Eine Einlagensicherung lässt sich staatlich und privat organisieren. Eine private Institution muss über genügend Sicherheiten verfügen, während der Staat sich durch Erhebung von Steuern refinanziert.
Bei stochastischem Anteil der Investoren mit Konsumwünschen in einer Periode (siehe unten: stochastisches Alpha) kann zusätzlich die optimale Allokation durch eine ex-post Steuer erreicht werden.

### Aussetzung der Rückzahlung
Um einem Bankansturm vorzubeugen, kann die Bank ankündigen, ab einer bestimmten Sperrschwelle die Zahlungen auszusetzen (Aussetzung der Zahlungen). Diese Sperrschwelle wird vertraglich festgelegt und öffentlich bekannt gemacht. Also werden nur solche Anleger ihre Einlagen abheben wollen, die das Geld tatsächlich benötigen; alle anderen müssen sonst um ihre Auszahlungen bangen, da unklar bleibt, wann die Sperrschwelle erreicht ist und den Anlegern klar sein muss, dass jede weitere Abhebung mit einem immer größeren Risiko behaftet ist.
Dies funktioniert jedoch nur optimal, wenn der Anteil der Sparer, die frühzeitig abziehen wollen, in etwa bekannt ist. Sonst besteht das Problem darin, den Schwellenwert festzulegen. Wird dieser zu niedrig gewählt, werden die Anleger der Bank misstrauen und nicht anlegen; wird dieser zu groß gewählt, dann muss die Bank einen unverhältnismäßig großen Teil von Geldern zur Verfügung stellen, mit denen sie keinen oder nur geringen Gewinn machen kann.

### Direkte Begrenzung
Das Problem des Bankansturms ergibt sich daraus, dass die Bank durch die bloße Aufbewahrung von Geld keinen nennenswerten Gewinn machen kann. Sie ist deshalb bestrebt, ihr Vermögen gewinnbringend zu verwerten, indem sie in gewinnbringende Anlagen investiert oder Geld verleiht und dafür Kreditzinsen bekommt. Langfristige Anlagen bringen gewöhnlich einen höheren Gewinn als kurzfristige. Bei einem Bankansturm ist es der Bank nun in der ihr zur Verfügung stehenden Zeitspanne nicht möglich, die langfristig angelegten Anlagen wieder in Bargeld umzuwandeln, so dass trotz eventuell genügend vorhandenem Kapital die Zahlungsunfähigkeit droht. 

## Theoretische Analyse des Bankansturms: Das Modell von Diamond und Dybvig
Einlagen in Form von Bargeld gehören dem Kunden und durch die Zuschreibung eines festen Wertes kann damit bei einem Tausch weder Verlust noch Gewinn erzielt werden. Für den Kunden ist das Geld damit eine ständig verfügbare Reserve, mit der er seinen schwankenden Bedarf an Gebrauchsgütern decken kann. Die Bank hingegen kann damit im Gegenstück zu Aktien oder Edelmetallen keinen Handel betreiben. Diamond und Dybvig gehen in ihrem Modell von zeitlich schwankenden Ausgaben und zudem von einem risikominimierenden Verhalten des Sparers aus. Die Auszahlungen an den Anleger finden nacheinander statt.
Der Ablauf wird in zwei Zeiträume aufgeteilt. Es gibt zwei Typen von Anlegern: Der erste Anleger interessiert sich nur dafür, welchen Nutzen er mit seinem Vermögen in einem Zeitraum erhalten kann, der zweite Typ betrachtet den Gesamtnutzen über beide Zeiträume. Steigt das Vermögen gleich bleibend an, nimmt bei beiden Anlegern die Zunahme des Nutzens immer weiter ab. Beide Anleger können für einen Zeitraum entscheiden, ob sie investieren wollen. Angenommen, es besteht eine Investitionsmöglichkeit, bei der über beide Zeiträume hinweg ein kleiner Gewinn erzielt wird, jedoch bei nur einer Investitionsperiode keine Veränderung eintritt. In diesem Fall ist die Anlage für Anleger 1 uninteressant (d. h., sie investieren nicht oder fordern ihre Einlagen nach einem Zeitraum zurück), für Anleger 2 ist die Investition lohnend und deshalb wird kein Anleger vom Typ 2 seine Investition nach einem Zeitraum abziehen. Die Situation ist stabil.
Diamond und Dybvig konnten nun zeigen, dass durch die Einschaltung eines Mittelmannes (der Bank), der selbst ohne Gewinninteresse investiert, eine instabile Situation entstehen kann. Dazu muss dem Anleger vom Typ 1 nur eine Möglichkeit gegeben werden, durch Risikoausgleich zwischen den beiden Typen von Anlegern trotzdem einen kleineren Gewinn in nur einem Zeitraum zu bekommen.